# Empathy (EP)
| Đánh giá chuyên môn  | Đánh giá chuyên môn |
| Nguồn đánh giá       | Nguồn đánh giá      |
| Nguồn                | Đánh giá            |
| -------------------- | ------------------- |
| The Line of Best Fit | 9/10                |
| NME                  | [ 2 ]               |

Empathy (tiếng Hàn: 공감) là mini-album đầu tay của ca sĩ Hàn Quốc D.O. được SM Entertainment phát hành vào ngày 26 tháng 7 năm 2021. Album bao gồm 8 bài hát trong đó có bài hát chủ đề "Rose".

## Bối cảnh và phát hành
Cuối tháng 6 năm 2021, SM Entertainment công bố rằng D.O. sẽ ra mắt công chúng với tư cách ca sĩ solo bằng việc phát hành album đầu tay của mình vào ngày 26 tháng 7. Pre orders became available on July 1. Album và video âm nhạc cho bài hát chủ đề "Rose" được phát hành đồng thời vào ngày 26 tháng 7.

## Danh sách bài hát
| Danh sách bài hát của Empathy | Danh sách bài hát của Empathy               | Danh sách bài hát của Empathy                       | Danh sách bài hát của Empathy                                      | Danh sách bài hát của Empathy | Danh sách bài hát của Empathy |
| STT                           | Nhan đề                                     | Phổ lời                                             | Phổ nhạc                                                           | Phối khí                      | Thời lượng                    |
| ----------------------------- | ------------------------------------------- | --------------------------------------------------- | ------------------------------------------------------------------ | ----------------------------- | ----------------------------- |
| 1.                            | "Rose"                                      | Do Kyung-soo                                        | Emanuel Abrahamsson Benjamin Ingrosso Axel Ehnström                | Emanuel Abrahamsson           | 2:33                          |
| 2.                            | "I'm Gonna Love You" (hợp tác với Wonstein) | danke (lalala studio) Wonstein                      | Jim Lavigne Michael Matosic Edwin Honoret Larus "Leo" Arnason      | Larus "Leo" Arnason           | 2:31                          |
| 3.                            | "My Love"                                   | Hwang Yu-bin                                        | 220 eaJ Andreas Ringbloom                                          | 220                           | 2:54                          |
| 4.                            | "It's Love" (다시, 사랑이야)                | Jo Yoon-Kyung                                       | Andreas Öberg Danny Saucedo Cindy Gomez Maria Marcus               | Andreas Öberg Maria Marcus    | 3:57                          |
| 5.                            | "Dad" (나의 아버지)                         | Jo Yoon-Kyung                                       | Dave Gibson David Sneddon Jon Hume Tha Aristocrats                 | Tha Aristocrats               | 2:54                          |
| 6.                            | "I'm Fine"                                  | Hwang Yu-bin 김토끼 Doh Kyung-soo                   | Emile Ghantous Josephine Carr Celeste Williams Lamont Pierre Heath | Emile Ghantous                | 3:09                          |
| 7.                            | "Rose" (phiên bản tiếng Anh)                | Emanuel Abrahamsson Benjamin Ingrosso Axel Ehnström | Emanuel Abrahamsson Benjamin Ingrosso Axel Ehnström                | Emanuel Abrahamsson           | 2:33                          |
| 8.                            | "Si Fueras Mía"                             | Andreas Öberg Danny Saucedo                         | Andreas Öberg Danny Saucedo Cindy Gomez Maria Marcus               | Andreas Öberg Maria Marcus    | 3:57                          |
| Tổng thời lượng:              | Tổng thời lượng:                            | Tổng thời lượng:                                    | Tổng thời lượng:                                                   | Tổng thời lượng:              | 24:28                         |

## Bảng xếp hạng
| Bảng xếp hạng (2021)                 | Thứ hạng cao nhất |
| ------------------------------------ | ----------------- |
| Album Hot Nhật Bản (Billboard Japan) | 10                |
| Album Nhật Bản (Oricon)              | 4                 |
| Album Hàn Quốc (Gaon)                | 1                 |

## Lịch sử phát hành
| Khu vực       | Ngày                | Định dạng             | Hãng đĩa         |
| ------------- | ------------------- | --------------------- | ---------------- |
| Hàn Quốc      | 26 tháng 7 năm 2021 | CD tải nhạc số stream | SM Entertainment |
| Nhiều khu vực | 26 tháng 7 năm 2021 | Tải nhạc số streaming | SM Entertainment |